# Niklas Dorn
Niklas Dorn (* 9. Juni 1995 in Aschaffenburg) ist ein deutscher Freistilringer. Er gewann im Jugendbereich 4 × die deutsche Meisterschaft und belegte 3 × den 5. Platz bei Europa- sowie Weltmeisterschaften. Auch im Seniorenbereich gewann er bereits 2 × die Silbermedaille bei deutschen Meisterschaften und 2018 erstmals die Goldmedaille bis 65 kg.

## Leben
Niklas Dorn wuchs in Hösbach auf. Er ging an die Friedrich-Ludwig-Jahn-Oberschule in Aschaffenburg und machte dort bereits als Ringer auf sich aufmerksam.
In der Ringer-Bundesliga ging er zunächst für den ASV Mainz 88 auf die Matte, doch startet bei Einzelmeisterschaften weiterhin für seinen Heimatverein KSC Germania Hösbach. Nachdem er 2019 lange wegen einer Schulterverletzung pausieren musste, nahm Dorn in seiner Gewichtsklasse an den Europameisterschaften 2020 teil. Im Februar 2020 verließ er den ASV Mainz 88 und wechselte auch in der Liga zurück zu KSC Germania Hösbach.
Neben seiner sportlichen Tätigkeit studierte Dorn Informationstechnik in Mainz. Er arbeitet aktuell (Stand Februar 2021) für ein Energieberatungsunternehmen in Hösbach.